# Система уравнений
Систе́ма уравне́ний — условие, состоящее в одновременном выполнении нескольких уравнений относительно нескольких (или одной) переменных.

## Обозначения
Формальная запись общего вида может выглядеть так:
{\displaystyle {\begin{cases}F_{1}(x_{1},x_{2},\ldots ,x_{M})=0\\F_{2}(x_{1},x_{2},\ldots ,x_{M})=0\\\ldots \\F_{N}(x_{1},x_{2},\ldots ,x_{M})=0\\\end{cases}}}
Фигурная скобка означает, что решение {\displaystyle (x_{1},x_{2},\ldots ,x_{M})} должно удовлетворять каждому уравнению.
Решением системы уравнений называется упорядоченный набор чисел (значений переменных), при подстановке которых вместо переменных каждое из уравнений обращается в верное равенство.

## Типы систем уравнений
- Алгебраические уравнения:
  - Система линейных алгебраических уравнений.
  - Система нелинейных уравнений.
- Дифференциальные уравнения:
  - Система дифференциальных уравнений (линейные/нелинейные, обыкновенные/в частных производных).

## Методы решения
Существует множество методов решения системы уравнений. Подход зависит от типа системы.
Так, решение систем линейных уравнений полностью исследовано: у них найдены аналитические методы (метод Крамера) и предложено несколько численных — как точных (простейший — метод Гаусса), так и приближённых (метод итераций).
Общего аналитического решения системы нелинейных уравнений не найдено.
Существуют лишь численные методы.
Для решения систем дифференциальных уравнений разработана целая отрасль численных методов.

## Разные факты
- Любая система уравнений над действительными числами может быть представлена одним равносильным уравнением, если взять все уравнения в форме {\displaystyle f_{i}(x)=0}, возвести их в квадрат и сложить.
- Обыкновенное дифференциальное уравнение любого порядка можно записать как систему дифференциальных уравнений первого порядка.